# Маријан Крањц
Маријан Крањц (Куманово, 15. јануар 1935 — Љубљана, 4. новембар 2017) био је генерал-мајор ЈНА и публициста.

## Биографија
Родио се је у Куманову (Краљевина Југославија, данас Северна Македонија), док је његов отац Франц Крањц издржавао казну (7. децембра 1927. премештен је из Лендаве у Куманово за 14 година и 4 месеца). На почетку другог светског рата део Македоније је окупирала фашистичка Бугарска и Крањчеви су били прогнани назад у Словенију. Завршио је Основну школу код Светог Јурија об Шчавници, малу гимназију у Горној Радгони и вишју у Марибору, где је био и секретар младинске организације. Са њом је суделовао на радничким акцијама Добој - Бањалука (1951) и Коњиц - Јабланица (1952). Осми разред са матуром је завршио у Кочевју, где је добио и Прешернову награду за литерарно-политичку расправу "Треча пут у социализам". Био је дописник популарног словеначког магазина Младина (од 1946) и Људске правице - Борбе. По 1990. писао је за словеначке веснике Вечер, Дело и Недељски дневник.
Био је ожењен и отац две кћери (Ирена и Лили) и прадеда двоје унука.
Похађао је Војну академију ЈНА у Београду од 1954. до 1957. године и дипломирао са веома добрим успехом, а смер пешадије са одличном оценом, као други у рангу. Поред разних смерова (војна полиција, обезбеђење, енглески језик), завршио је Вишу војну академију 1966-1968 и Школу народне одбране 1980, обе са одличним успехом. Службовао је у гарнизонима Билећа, Шибеник, Сплит, Пула, Љубљана и Битољ . Прве две године био је командир вода Школе резервних официра у Билећи, затим командир војне полиције у Шибенику и 12. Одреда ЈНА на Синају (УН снаге након Израелско - Египтовског рата). Од 1962. до 1987. године непрекидно је био у Служби безбедности ЈНА, последње три године и као начелник Одељења војне безбедности 9. армије у Љубљани.
Од 1987. године обављао је генералну функцију, прво као начелник Оперативно-наставног одељења 9. армије ЈНА, заменик начелника Генералштаба 9. армије и главни вођа Аболиционе групе 9. армије у Љубљани. Испит за чин генерал-мајора положио је јуна 1989. године са веома добрим успехом, након чега је премештен у Битољ, на место начелника штаба и истовремено заменика команданта 41. корпуса. У чин генерал-мајора унапређен је децембра 1989. године наредбом и уз потпис тадашњег председавајућег Председништва СФРЈ Јанеза Дрновшека. Септембра 1990. пензионисан је на лични захтев и вратио се породици у Љубљану.
Носилац је шест мирнодопских војних одликовања, УНЕФ-ове (Снаге Уједињених нација за хитне случајеве) медаље за мир и савезне плакете безбедности (за 25 година службе).